# Ministère de l'Intérieur (Cuba)
Pour les articles homonymes, voir Ministère de l'Intérieur.
Le ministère de l'Intérieur de la République de Cuba espagnol : Ministerio del Interior de la República de Cuba, MININT) est le ministère du gouvernement cubain qui supervise les affaires intérieures de Cuba. Son siège social est situé dans le bâtiment de la Plaza de la Revolución, une célèbre place centrale de La Havane. Il a été fondé le 6 juin 1961, remplaçant et élargissant l'ancien ministère de la Gouvernance (espagnol : Ministerio de Gobernación), hérité de la Révolution cubaine sous les gouvernements précédents.
L'actuel ministre du MININT, depuis 2020, est le général de brigade Lázaro Alberto Álvarez Casas.

## Fonctions
Les organes et structures qui composent le Ministère exercent des fonctions de sécurité citoyenne et d’établissement de l’ordre intérieur. Le MININT comprend également plusieurs agences de logistique, de préparation des forces, etc. En outre, elle dispose d'entreprises commerciales qui fournissent des services de sécurité telles que SEPSA (Specialized Protection Services, SA), SEISA ou ACERPROT, qui comprennent des chaînes de magasins qui vendent à la population.
Le Ministère supervise les fonctions de sécurité et d'ordre public par l'intermédiaire de la Police Nationale Révolutionnaire (PNR) et de l'organisme auxiliaire des Comités de Défense de la Révolution (CDR).
Le MININT dispose de son propre système éducatif, avec plusieurs écoles nationales (instituts supérieurs) et des écoles en province. À La Havane, il existe un institut polytechnique (appelé Instituto Superior del MININT Eliseo Reyes Rodríguez), pour la formation de techniciens des médias dans des spécialités liées aux lignes d'enquête criminelle et policière.

## Galerie

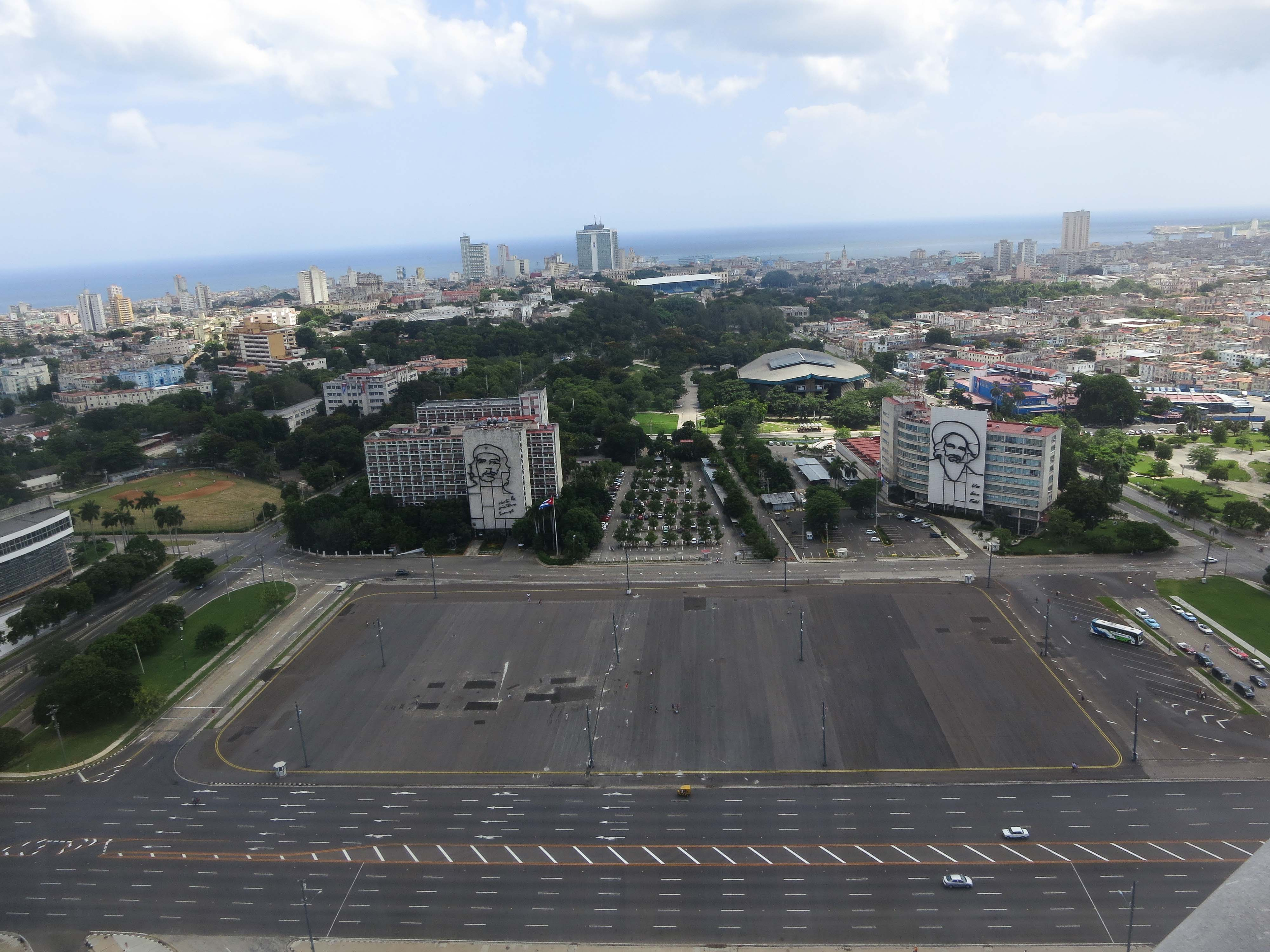
Vue panoramique de la Plaza de la Revolución et du centre-ville de La Havane - le bâtiment du MININT se trouve sur la gauche, à côté de la sculpture de Che Guevara d'Enrique Ávila.
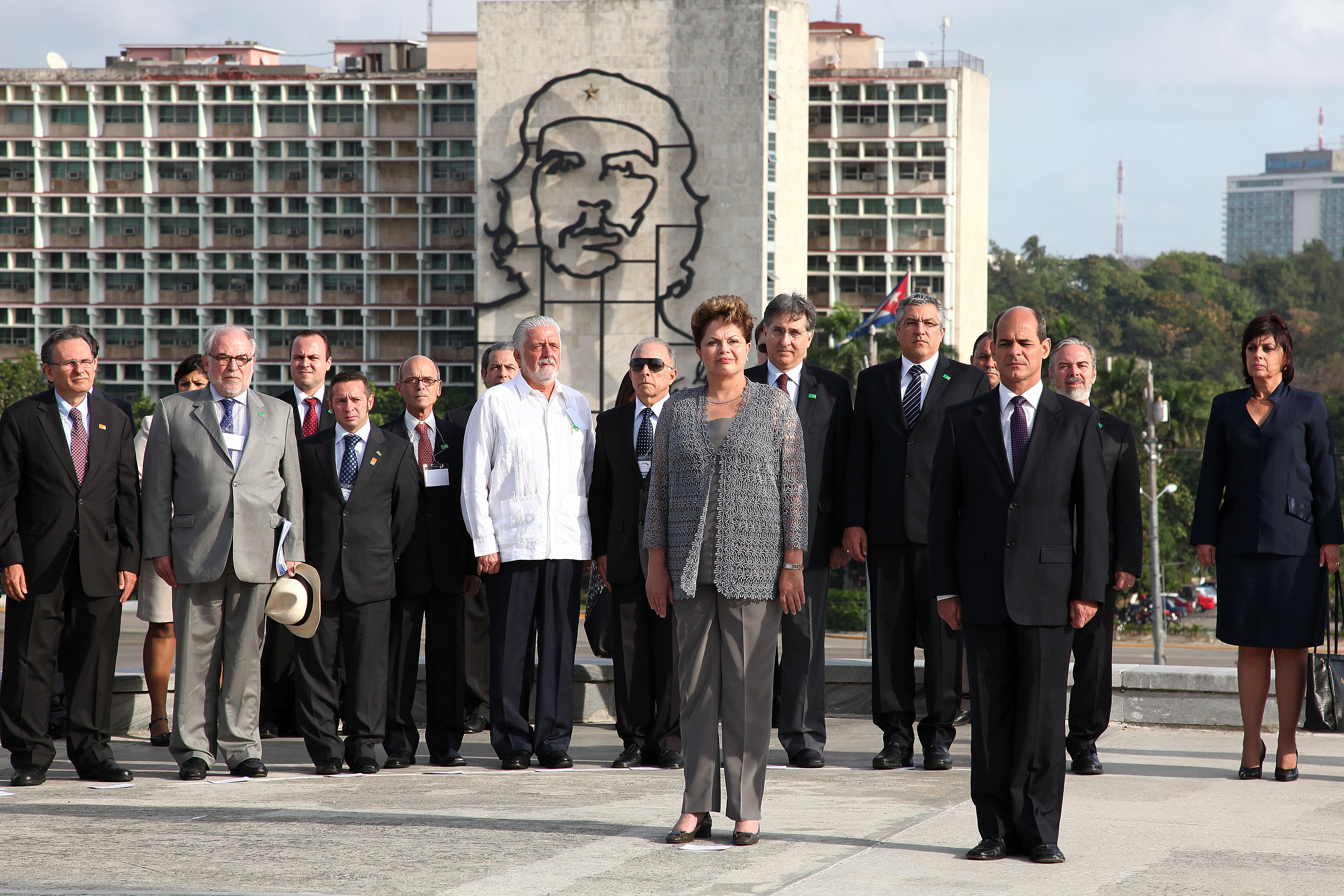
La présidente du Brésil de l'époque, Dilma Rousseff, sur la Plaza de la Revolución devant le MININT, le 31 janvier 2012.